# アントキノイノチ
『アントキノイノチ』は、さだまさしの長編小説。2009年5月19日に幻冬舎より出版された。主人公が働く会社は実在の遺品整理業者「キーパーズ」がモデルとなっている。
映画化され、2011年に公開された。

## あらすじ
高校時代に同級生との人間関係に傷つき、あるトラウマから心が壊れてしまった杏平。躁鬱病に悩まされていたが、通院治療によりようやく杏平の心の状態は安定する。高校卒業から3年後、杏平は父・信介が見守るなか仕事を紹介されて、古田が経営する遺品整理業者『クーパーズ』で働き始める。リーダーの佐相と先輩のゆきから仕事のやり方を教わりながら、杏平は「命」と向き合う現場を経験していく。しかしある日の作業中、杏平はトラウマとなった高校時代のことを思い出し呆然と立ち尽くす。
高校生の頃の同級生は杏平も含めて皆、言い知れぬ不安に怯えながらも、表向きは平静を保っていた。そんな中、親友の山木が学校内の人気者である松井からネットいじめの被害に遭った末、杏平の目の前で自殺してしまう、それ以来、松井の悪意の矛先は杏平に向けられ、他の生徒とトラブルが起きるように仕向けられた。大人しかった杏平の心にも松井への憎しみが生まれ、いつしか殺意に変わっていった。自身を呼ぶ佐相の声にふと我に帰る杏平だったが、その後も高校時代のことが頭を離れない。
ある時、遺族の男にちょっと手をつかまれただけで大げさに悲鳴を上げるゆき。心配した杏平は気晴らしに二人で出かけた時に理由を尋ねると、ゆきもまた人には言えない凄惨な過去を持っていた。ゆきは高校生の頃に同級生からレイプされ、妊娠が判明した後に流産したことを告白。レイプ相手の子供とは言え一つの命を失くしたことで、それ以来ゆきは自分自身を責めてきた。数日後、ある母親が自分の幼い姉妹を餓死させた現場での作業中にショックを受けるゆき。ゆきは「私、ちゃんと生きたい」と言葉を残して、そのまま『クーパーズ』を辞めてしまう。

## 書誌情報
- アントキノイノチ（2009年5月19日、幻冬舎、ISBN 978-4-344-01670-5）
- アントキノイノチ（2011年8月4日、幻冬舎文庫、ISBN 978-4-344-41717-5）

## 映画
第35回モントリオール世界映画祭出品時での英題は「Life Back Then」。2011年11月19日公開。岡田将生と榮倉奈々のダブル主演となる。キャッチコピーは、「それでも、遺されたのは未来。」。レイティングはPG-12。
アントニオ猪木は本作に一切関係していないが、主人公2人が猪木の名言「元気ですかー!」を叫ぶシーンがある。
全国230スクリーンで公開され、2011年11月19、20日の初日2日間で興収9,357万7,500円、動員7万4,280人になり映画観客動員ランキング（興行通信社調べ）で初登場第5位となった。

### キャスト（映画）
永島杏平(ながしまきょうへい)
演 - 岡田将生
遺品整理業者『クーパーズ』新人アルバイト。軽度のきつ音者で、緊張するととっさに言葉が出ない。高校時代はこの障害に加えて大人しめな性格ということもあり、同級生にからかわれていた。人間関係のもつれで心を病み、精神科に通院した時期がある。高校の頃は山岳部所属。自殺した山木に影響を受けて、他人に無関心だった性格が変化し、徐々に人に関わろうとする。
久保田ゆき(くぼたゆき)
演 - 榮倉奈々
遺品整理業者『クーパーズ』勤続2年目のアルバイト。遺品整理をする上で、故人が生きていた証を感じながら作業することを大事にしている。高校時代に受けた心の傷により、普通の恋愛ができずにもがいている。悩み事があると自己嫌悪に陥りやすい性格。手首にリストカットの痕がある。趣味は写真を撮ること。

#### 遺品整理業者『クーパーズ』の人たち
佐相博（さそうひろし）
演 - 原田泰造（ネプチューン）
『クーパーズ』の社員。現場リーダー。杏平といつもグループを組んで仕事の指示を出してメンバーをまとめる。真面目で親しみやすい人柄。面倒見が良く頼りになる存在。
古田厚志
演 - 鶴見辰吾
遺品整理業者『クーパーズ』社長。心の病になった過去を知った上で杏平を雇う。遺品整理の仕事についての説明や心構えを伝える。

#### 杏平の高校時代の関係者
松井新太郎(まついしんたろう)
演 - 松坂桃李
杏平のクラスメイト。山岳部所属。表向き話が面白く人を惹きつける人気者に見られている。しかし実際には偽善者で、心に悪意を持っておりストレスのはけ口となる相手を探していじめの標的にする。
原作とは違い、ゆきの過去には関係がない。
山木信夫(やまきのぶお)
演 - 染谷将太
杏平のクラスメイトで友人。思い込みが激しく暗い性格であまりクラスに馴染めないでいる。似たような性格の杏平に親近感を持つ。趣味は観賞魚。ある日、松井に激しい感情を爆発させる。
菊田(きくた)
演 - 厚木拓郎
杏平の同級生。山岳部仲間。「彼女を妊娠させてしまった」という噂を学校で流される。当初は笑って済ませるが、杏平がしつこくその噂を信じてると勘違いしてキレる。
萩原先生
演 - 津田寛治
高校の山岳部顧問。杏平たち山岳部部員を引き連れて険しい山に登る。山木が暴れた時に身を挺して止めようとする。

#### 杏平の両親
永島信介
演 - 吹越満
杏平の父親。杏平と二人暮らし。心が病んだことがある杏平のことを心配して見守る。過去に妻が出て行ったが自身も浮気をしたことがあり妻を批判できない立場にいる。
逸美
演 - 洞口依子
杏平の母親。過去に杏平と信介を捨てて家を出ている。詳しくは不明だが体調が悪いため、病院らしき場所で暮らしており、車いすで生活している。

#### 遺品整理業で関わる遺族など
大沢稔
演 - 堀部圭亮
秀治の遺族。口調自体は敬語を使っているが、仕事で忙しく常にイライラした態度で佐相に父・秀治の遺品整理に色々と注文する。
美智子
演 - 宮崎美子
敏博の遺族。前橋市在住。イチゴを栽培している。物腰の柔らかい女性。遺品整理に付き添うが、兄・敏博が所持していたエッチなビデオを見つけてしまいつい目をそむける。
岡島あかね
演 - 檀れい（友情出演）
希美子の遺族。自身が子供の頃に家族を捨てた母・希美子を恨んでおり、遺品の受け取りを拒否する。
井上正志
演 - 柄本明
施設にいた妻の遺族。妻がいなくなり相談もなしに介護施設に入所していたことを後から知って立腹する。
井上の妻
演 - 宮下順子
認知症と診断された後、自らの判断で介護施設に入所し、その後亡くなる。

#### その他
団地の自治会長
演 - 諏訪太朗
同じ団地に住んでいた秀治が亡くなり1ヶ月後に発見される。父親が孤独死したのに稔の冷たい態度に呆然とする。
老人ホームの職員
演 - 渡辺真起子
亡くなった井上の妻の部屋に正志を案内する。
老人ホームの職員
演 - 斎藤洋介
認知症だった井上の妻が負担をかけたくないとの思いから施設に入ったことを正志に知らせなかったのではと推測する。
少女の母親
演 - 江口のりこ
娘がトラックに轢かれそうになりとっさに駆け寄る。
同級生
演 - 太賀
安田
演 - 荒井敦史
山岳部の後輩。

### スタッフ（映画）
- 原作 - さだまさし
- 監督 - 瀬々敬久
- 脚本 - 田中幸子、瀬々敬久
- 音楽 - 村松崇継
- 協力 - キーパーズ有限会社
- プロデューサー - 上田有史、辻本珠子
- エグゼクティブプロデューサー - 田代秀樹、関根真吾
- 企画・総合プロデュース - 平野隆、下田淳行
- 撮影 - 鍋島淳裕
- 照明 - 三重野聖一郎
- 録音 - 白取貢
- 美術 - 磯見俊裕
- 編集 - 菊池純一
- VFXスーパーバイザー - 立石勝（金魚事務所）
- スクリプター - 中西桃子
- 助監督 - 吉村達矢
- スタントコーディネーター - 柿添清（シャドウ・スタントプロダクション）
- スタント - 山本諭、内ヶ崎サトル、佐藤弘樹、杉口秀樹、じゃーじー真樹糸洲
- 現像 - IMAGICA
- ポスプロ - 日活スタジオセンター
- 助監督 - 吉村達矢
- 制作プロダクション - ツインズジャパン
- 配給 - 松竹
- 製作 - 「アントキノイノチ」製作委員会（TBSテレビ、松竹、電通、中部日本放送、ツインズジャパン、ポニーキャニオン、毎日放送、WOWOW、朝日新聞社、幻冬舎、TBSラジオ&コミュニケーションズ、RKB毎日放送、TSUTAYA、日本出版販売、Yahoo! JAPAN、北海道放送）

### 主題歌
- GReeeeN「恋文〜ラブレター〜」（NAYUTAWAVE RECORDS）

### 関連商品

#### ソフト化
2012年5月25日発売。ブルーレイとDVDでのリリース。発売・販売元はポニーキャニオン。
- アントキノイノチ スタンダード・エディション（1枚組）
  - 映像特典
    - 特報・劇場予告編・TVスポット集
    - キャスト・スタッフインタビュー集

  - 音声特典
    - オーディオコメンタリー（監督：瀬々敬久×撮影：鍋島淳裕×美術：磯見俊裕×プロデューサー：平野隆）
- アントキノイノチ プレミアム・エディション（2枚組）
  - ディスク1：本編ディスク（スタンダード・エディションと同様）
  - ディスク2：特典DVD
    - ドラマ『アントキノイノチ〜プロローグ・天国への引越し屋〜』
    - メイキング
    - イベント映像集

  - 封入特典
    - ゆきのアルバム（12P）

  - 特製アウターケース付きデジパック仕様

### テレビ放送
| 回数 | テレビ局 | 放送日        | 放送時間      | 放送分数 | 視聴率 |
| ---- | -------- | ------------- | ------------- | -------- | ------ |
| 1    | TBS      | 2015年3月31日 | 24:00 - 26:26 | 146分    | 2.0%   |

- 視聴率はビデオリサーチ調べ、関東地区・世帯・リアルタイム。

## テレビドラマ
『アントキノイノチ〜プロローグ〜 天国への引越し屋』のタイトルで、映画公開に先駆け2011年11月5日の15:30 - 16:54（JST）にTBS系列で放送されたドラマスペシャル。映画版の2年前が舞台となっており、主人公は佐相博（演：原田泰造）。

### あらすじ（テレビドラマ）
佐相は、古田が経営する遺品整理業者『クーパーズ』に転職してきた新入社員。初めての現場(故人・竹内氏)で気分が悪くなった佐相は、古田から近所の家にチラシ投函を頼まれる。直後にチラシを見た瞳に出会うが、「遺品整理は本人が生きているうちに依頼できますか？」と質問された佐相は自殺を疑う。気になった佐相は、瞳から「実家で一人暮らしをする母が心配になって聞いただけ」と言われて安心する。
数日後、佐相は遺品整理の依頼者である竹内家の親族に対し、お節介が災いして立て続けにトラブルを起こす。古田の顔なじみのゆきが働く居酒屋で古田は、佐相に割りきって仕事するようにアドバイスする。しかし、二人の意見が分かれてしまい、佐相が『クーパーズ』を辞めると言って店を出てしまう。佐相はふと以前別の企業の人事部にいた時に解雇通告した社員が自殺し、上司から割りきって仕事しろと言われたことを思い出す。
歩いて帰ろうとする佐相だったが、酔って気が大きくなった瞳にばったり出くわす。瞳は、仕事や恋愛で悩んでいることを告白した後、佐相に送られて瞳が暮らすマンションへ向かう。しかし、瞳の部屋で佐相が目にしたのは物で溢れ、遺品整理で扱う孤独死した人の部屋と同じ状態だった。佐相はこのままだと瞳が自殺する可能性があると感じショックを受ける。しかし、瞳から余計なお世話はいらないと突っぱねられ、佐相は何もできないまま追い出されてしまう。
一方居酒屋では、古田が遺品整理業を始めるきっかけとなった阪神・淡路大震災で出会った父子の話をする。ゆきは、古田もまた過去に佐相と同じようにお節介な行動を取っていたことを知る。続けて古田から遺品整理の仕事に対する考え方や孤立死した人への想いを聞くゆき。人知れず生と死について悩みを抱えていたゆきは、遺品整理の仕事に興味を持つ。数日後、遺品整理に魅力を感じたゆきが、『クーパーズ』の一員となる。

### キャスト（テレビドラマ）

#### 主要人物
佐相博
演 - 原田泰造
遺品整理業者『クーパーズ』の新入社員。以前は大手企業の人事部で社員の人員整理に携わっていた。自分や相手の心情を考えてしまい、割りきった行動が苦手。おせっかいな性格で行動が先走ってしまい、トラブルとなることが多い。
小沢瞳
演 - 佐藤江梨子
女性ファッション雑誌の副編集長。憧れの仕事だったファッション誌の編集の仕事に励むが、現実と理想のギャップに悩む。また、自身が仕事を続けるかどうかで折り合いがつかず、恋人と別れた過去がある。実家で暮らす母親から結婚を急かされている。部屋の片付けが苦手。
古田厚志
演 - 鶴見辰吾
遺品整理業者『クーパーズ』の社長。関西弁を話す。朗らかな性格で親しみやすい人柄だが、仕事には誇りを持っている。佐相に遺品整理の心構えや依頼者や故人の気持ちを汲んで行動することを教える。過去に短期の清掃作業員として阪神・淡路大震災の被災地で瓦礫撤去に携わっていた。

#### その他の人物
久保田ゆき
演 - 榮倉奈々
居酒屋でバイトをしている。古田は店の常連で、佐相と共に何度か飲みに来る。過去に心の傷を受けて自殺未遂したことを周りの人に隠して生きている。
竹内の妹
演 - 茅島成美
生前、兄のせいで親族間でゴタゴタしたため遺品整理に来た古田に愚痴をこぼす。がめつい性格でよく喋るおばさん。
竹内洋一
演 - 大浜直樹
竹内の息子。過去に父の浮気が原因で家族がバラバラになったため、父と縁を切る。また、亡くなった後も関わることを望んでおらず、遺品整理も叔母に一切を任せる。
こいけ
佐相が以前働いていた会社の先輩社員。上司の命令でリストラの対象となり、佐相から解雇通告された直後に自殺する。
瞳の上司
演 - 吉田羊
ファッション誌の編集長。瞳が最年少で副編集長になったやっかみもあってか、雑誌の部数が減った原因を瞳に押し付ける。
被災地の若い父
演 - 湯田昌次
阪神・淡路大震災で全てを失い、人生をやり直すためにあえて思い出の詰まった家族のアルバムを捨てる。娘・しょう子と仮設住宅で二人暮らししている。
しょう子
演 - 伊東蒼
若い父と暮らす幼い少女。大好きな母親が震災で亡くなったことに大きな悲しみを持つが、幼いながらも気丈に振る舞う。
ナレーション
演 - 岡田将生

### スタッフ（テレビドラマ）
- 企画プロデューサー - 平野隆
- エグゼクティブプロデューサー - 田代秀樹
- プロデューサー - 三城真一、辻本珠子、上田有史
- 脚本 - 田中幸子
- 音楽 - 村松崇継
- 演出 - 三城真一
- 制作 - ドリマックス・テレビジョン
- 製作著作 - 「アントキノイノチ」製作委員会